# Arthur Mapp
Arthur Mapp, född den 6 november 1953 i Belize, är en brittisk judoutövare.
Han tog OS-brons i herrarnas öppna klass i samband med de olympiska judotävlingarna 1980 i Moskva.